# Novantae

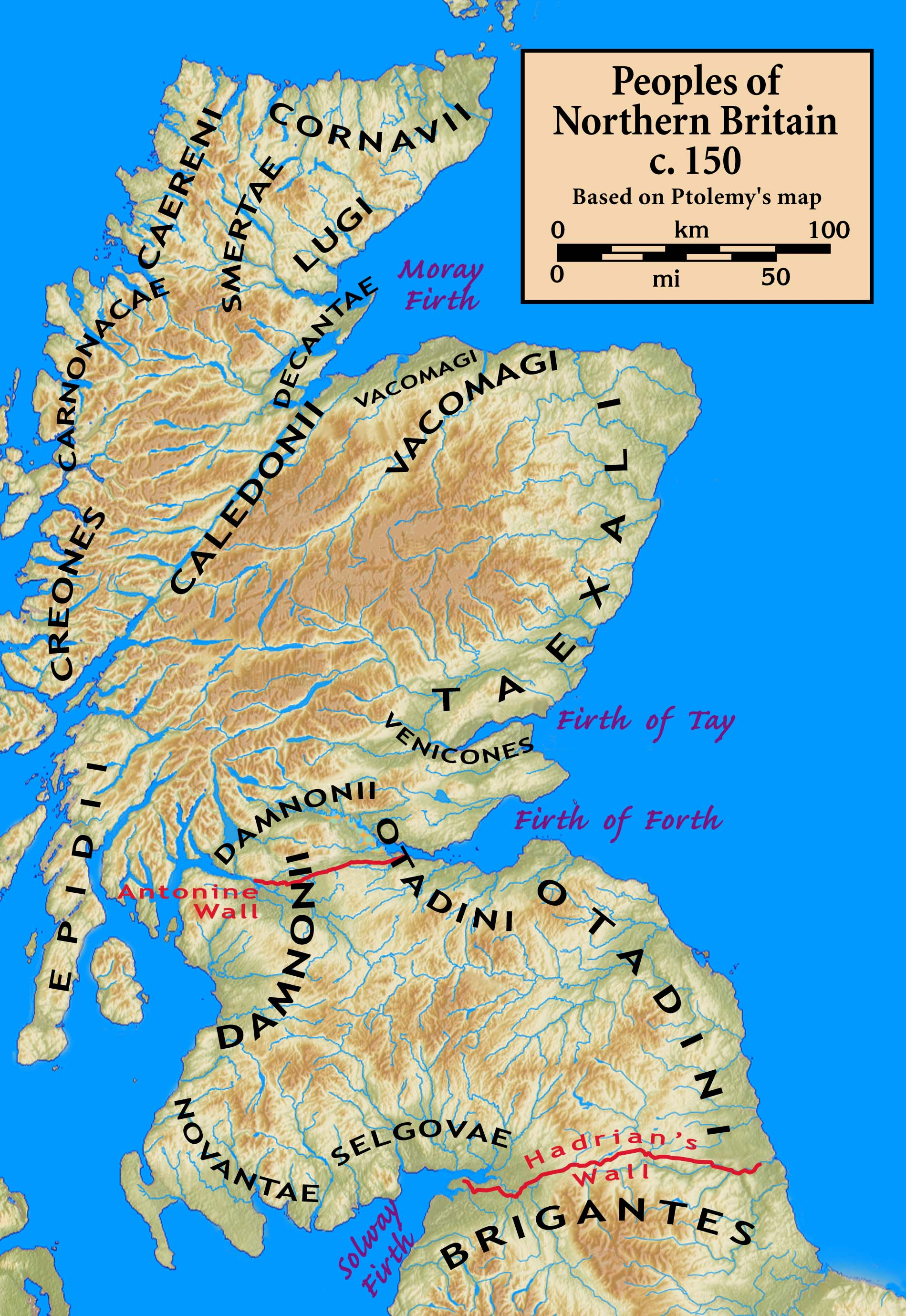
Les peuples de l'Écosse en 150 ap. J.C. selon Ptolémée.

Les Novantae (Grec : Νοουανται / Noouantai), parfois désignés sous le nom de Novantes en français, étaient un peuple celte antique de l'île de Bretagne. Ils ne sont connus que par une seule mention de Claude Ptolémée. L'auteur de la Géographie les localise sur un territoire identifié aujourd'hui comme le Rhinns of Galloway, une péninsule de Dumfries and Galloway, près de Galloway dans le sud-ouest de l’actuelle Écosse, en bordure de la mer d'Irlande. Ils avaient pour voisins les Selgovae à l’est, les Votadini au nord-est et les Damnoni au Nord. À l'Ouest, en franchissant la mer d'Irlande, ils sont au contact des Rhobogdi, des Darini et des Voluntii, peuples également cités par Ptolémée sur la côte Nord-Est de l'Irlande

## Territoire

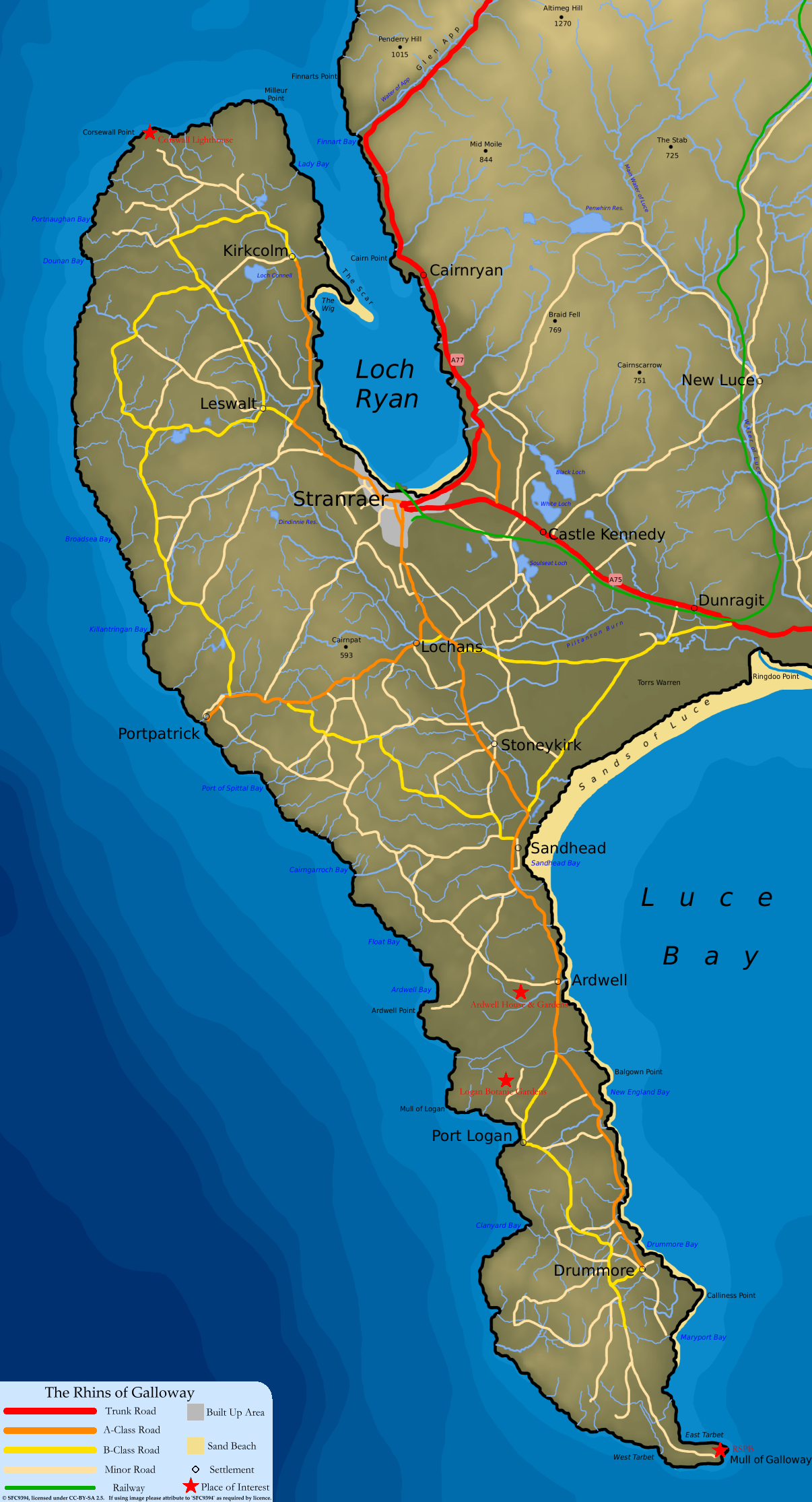
Le Rhinns de Galloway

Contrairement aux autres tribus calédoniennes décrites par Ptolémée, leur territoire est assez bien cerné. Ptolémée a décrit des caractéristiques importantes du paysage encadrant la péninsule des Novantae. Ainsi, on peut identifier celle-ci comme le Rhinns of Galloway, de même, le «Cap des Novantae» est identifié comme le Mull of Galloway, la pointe sud de la péninsule. Le territoire des Novantae pourrait donc pu avoir couvert une bonne partie de la circonscription du Dumfries and Galloway.
Claude Ptolémée leur prête deux villes qu'il nomme Loukopibia et Rerigonion. Ces villes ne sont pas identifiées. Le géographe fait ici probablement référence aux camps militaires romains ou aux forteresses et hillforts locaux.
Parmi les Hillforts présents sur ce territoire, celui de Carghidown Castle, daté du IVe siècle av. J.-C. au Ier siècle de notre ère, pourrait été fondé par ce peuple, tout comme celui de Crammag Head, daté des Ier et IIe siècles.
Il est probable que les Novantae avaient aussi un centre à Clatteringshaws, vraisemblablement abandonné durant la période romaine. La recherche archéologique a également trouvé trace d'un village de l'âge du fer à Dunragit. Un autre a été découvert sur les rives du Black Loch sur la péninsule des Marchars.
La seule véritable présence romaine est matérialisée par un petit fort à Gatehouse of Fleet au sud du territoire des Novantae,. Ce camp, qui a été fouillé à la fin des années 50, début 60, est peut-être à mettre en relation avec les camps de marche de Glenluce, de Glenlochar et celui, supposé, de Dalbeattie,,. Le site archéologique connu sous le nom de « Rispain Camp » près de Whithorn, à l'origine supposé romain, est maintenant identifié comme les vestiges d'une vaste ferme fortifiée occupée par les gens du cru avant et pendant la venue des armées romaines.
Au début de l'ère chrétienne, c'est probablement sur leur territoire, à Whithorn, qu'est construite vers la fin du IVe siècle, la première église connue en Écosse.

## Histoire

### Protohistoire
L'histoire des Novantae est inconnue avant la conquête romaine. Les fouilles archéologiques ont montré qu’il s’agissait d’un peuple d’agriculteurs et d'éleveurs. Ils n’ont pas laissé d’édifices fortifiés réellement importants.

### Conquête romaine
Les Romains commencent la conquête de l'île de Bretagne en 43 après J.-C.. Mais ce n'est qu'après 70 après J.-C. que les combats atteignent le territoire des Novantae avec les opérations menées par Cnaeus Julius Agricola. Dans son récit de la vie d'Agricola, Tacitus ne fournit aucune information spécifique sur les peuples qui vivaient alors en Écosse. Il indique qu'en 80, Agricola a marché jusqu'au Firth of Tay lors d'une campagne contre les peuples l'environnant. L'année suivante, il consolide ses acquis dans les terres nouvellement conquises. Les Novantae sont vraisemblablement conquis lors de ces actions.
Le mur d'Hadrien est construit entre 122 et 127 au sud du territoire des Novantae, de la mer d’Irlande à l'embouchure du fleuve Tyne, sur la mer du Nord. Le mur d'Antonin est construit en 140, cette fois-ci au nord, entre le Firth of Forth et la Clyde. Le territoire des Novantae est donc intégralement compris entre les deux murs frontaliers romains, et participe à former une zone tampon au nord de la Bretagne jusqu'à l'abandon du mur d'Antonin à la fin du IIe siècle apr. J.-C..
Après cet événement, les Novantae ont peut-être pris part aux campagnes des Calédoniens contre Septime Sévère en 208-209 et à la coalition barbare qui envahit la Bretagne en 367 à 368. Il est également possible qu'en ces occasions ils se soient joints à la coalition picte des Maetes. Toutefois aucune certitude ne peut réellement être dégagée en l'état de nos connaissances.

### Antiquité tardive et haut Moyen Âge
L’important centre du début du christianisme de Whithorn (Candida Casa) s’étendait sur le territoire des Novantae et le hillfort de Mote of Mark semble avoir été un important centre commercial.
Après le départ des troupes romaines de Grande-Bretagne, le territoire habité par les Novantae a été menacé par les royaumes brittoniques de Gododdin, Rheged et Alt Clut, et plus tard par les Anglo-saxons de Bernicie.